# Демяховское сельское поселение
Демя́ховское се́льское поселе́ние — упразднённое муниципальное образование в составе Бельского района Тверской области, существовавшее в 2005 — 2022 годах.
Центр поселения — деревня Демяхи.
Образовано в 2005 году, включило в себя территории Демяховского, Чичатского и Котовского сельских округов.
Законом Тверской области от 7 апреля 2022 года № 8-ЗО муниципальное образование было упразднено с включением всех населённых пунктов в состав Бельского муниципального округа.

## Географические данные
- Общая площадь: 249,1 км²
- Нахождение: юго-западная часть Бельского района
  - Граничит:
    - на севере — с Пригородным СП
    - на востоке — с Будинским СП
    - на юге — со Смоленской областью, Холм-Жирковский и Духовщинский районы
    - на западе — с Жарковским районом, Жарковское СП

Основные реки — Шесница, Чичатка, Аржать, Лосьмянка. Озеро Чичатское.
Поселение пересекает автодорога — Р136 «Лисичино — Духовщина — Белый — Нелидово», соединяющая Смоленскую и Тверскую области.

## Население
| 2010 | 2011 | 2012 | 2013 | 2014 | 2015 | 2016 |
| ---- | ---- | ---- | ---- | ---- | ---- | ---- |
| 391  | ↘388 | ↘374 | ↘361 | ↘348 | ↘323 | ↘308 |
| 2017 | 2018 | 2019 | 2020 | 2021 |      |      |
| ↗309 | ↘296 | ↘292 | ↘270 | ↘269 |      |      |

По переписи 2002 года — 600 человек (из них 274 в Демяховском, 260 в Чичатском и 66 в Котовском сельских округах), на 01.01.2008 — 518 человек.

## Населенные пункты
На территории поселения находятся 29 населённых пунктов:
| №  | Населённый пункт | Тип     | Население |
| -- | ---------------- | ------- | --------- |
| 1  | Азарово          | деревня | 5         |
| 2  | Большое Макарово | деревня | 0         |
| 3  | Бор              | деревня | 0         |
| 4  | Дворище          | деревня | 9         |
| 5  | Демяхи           | деревня | ↘168      |
| 6  | Дуброво 1        | деревня | 15        |
| 7  | Дуброво 2        | деревня | 0         |
| 8  | Зайково          | деревня | 0         |
| 9  | Ивашкино         | деревня | 0         |
| 10 | Котово           | деревня | 0         |
| 11 | Лесозавод        | посёлок | 0         |
| 12 | Ломоносово       | деревня | 0         |
| 13 | Лосьмино         | деревня | 11        |
| 14 | Лосьмянка        | деревня | 14        |
| 15 | Лукино           | деревня | 8         |
| 16 | Максимовка       | деревня | 14        |
| 17 | Малое Макарово   | деревня | 0         |
| 18 | Медведево        | деревня | 10        |
| 19 | Митьково         | деревня | 0         |
| 20 | Михалево         | деревня | 1         |
| 21 | Муравьево        | деревня | 1         |
| 22 | Околица          | деревня | 11        |
| 23 | Околица 1-я      | деревня | 0         |
| 24 | Прусово          | деревня | 1         |
| 25 | Рожино           | деревня | 0         |
| 26 | Филино           | деревня | 0         |
| 27 | Фролово          | деревня | 27        |
| 28 | Чичаты           | деревня | 74        |
| 29 | Шкутки           | деревня | 21        |

## История
В 12-14 веках территория поселения входила в Смоленское великое княжество. С 1355 года принадлежала Великому княжеству Литовскому, после окончательного присоединении к Русскому государству в 1654 году, в Смоленском воеводстве.

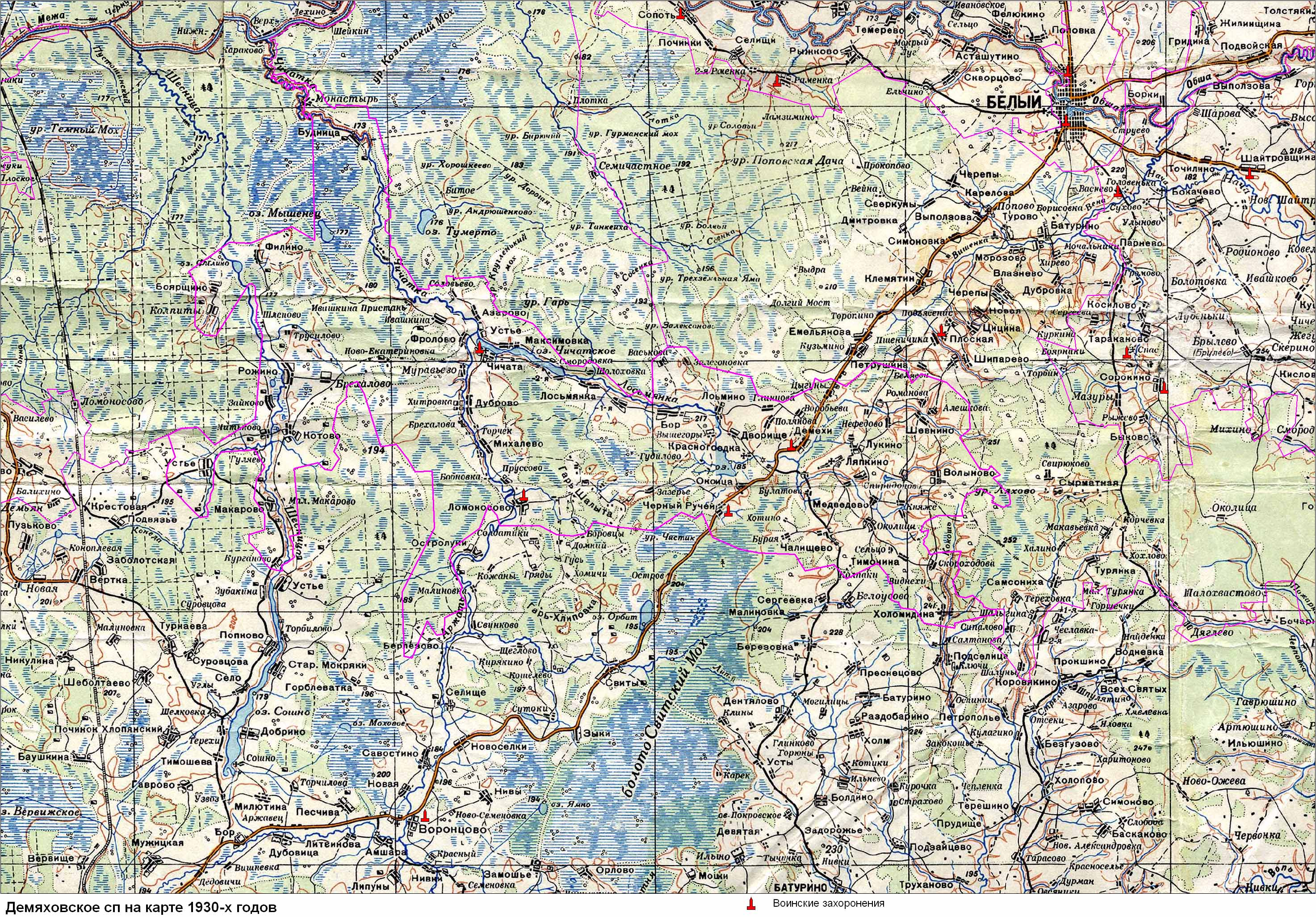
Братские могилы советских солдат (на фрагменте карты 1930-х годов)

С XVIII века территория поселения относилась:
- в 1708—1719 к Смоленской губернии
- в 1719—1726 к Смоленской провинции Рижской губернии
- в 1726—1776 к Смоленской губернии
- в 1776—1796 к Смоленскому наместничеству
- в 1796—1929 к Смоленской губернии, Бельский уезд
- в 1929—1937 к Западной области, Бельский район
- в 1937—1944 к Смоленской области, Бельский район
- в 1944—1957 к Великолукской области, Бельский район
- в 1957—1963 к Калининской области, Бельский район
  - Чичатский и Котовский сельсоветы некоторое время относились к Жарковскому району
- в 1963—1965 к Калининской области, Нелидовский район
- в 1965—1990 к Калининской области, Бельский район
- с 1990 к Тверской области, Бельский район.

## Воинские захоронения
На рубеже Черный Ручей — Красногородка — Лосьмино в июле 1941 года воинами 250-й стрелковой дивизии были остановлены немецко-фашистские войска, и удерживали этот рубеж до октября 1941 года.
В деревнях Демяхи, Чичаты, Ломоносово и в бывшей деревне Черный Ручей — братские могилы воинов, павших в Великую Отечественную войну (1941, 1942, 1943 годы).

## Известные люди
В деревне Демяхи погиб командир 250-й стрелковой дивизии Иван Сергеевич Горбачёв.
За бои у деревни Черный Ручей комполка 250-й стрелковой дивизии майор Дмитрий Игнатьевич Кузнецов был посмертно удостоен звания Героя Советского Союза.